# Киселёвский городской округ
Киселёвский городско́й о́круг — муниципальное образование в Кемеровской области, административный центр — город Киселёвск.
Данный город это город шахтёр так-как он располагает на своей территории 4 действующих угольных разреза («Киселёвский» компании «СДС-уголь», Вахрушевский угольный разрез угольной компании «Кузбассразрезуголь», ООО "Участок «Коксовый» «Промышленно-металлургического холдинга», разрез от шахта 12 «ЗАО Стройсервис»), а также две обогатительные фабрики.

## История
Городской округ образован в соответствии с Законом Кемеровской области № 104-ОЗ от 17 декабря 2004 года.
С точки зрения административно-территориального устройства находится на территории города областного подчинения Киселёвск с административно подчинёнными населёнными пунктами согласно Закону Кемеровской области «Об административно-территориальном устройстве Кемеровской области» N 215-ОЗ от 27 декабря 2007 года.

## Население
| 2002    | 2009     | 2010     | 2011     | 2012     | 2013     | 2014    |
| ------- | -------- | -------- | -------- | -------- | -------- | ------- |
| 110 777 | ↘108 924 | ↘103 019 | ↘102 856 | ↘101 665 | ↘100 695 | ↘99 592 |
| 2015    | 2016     | 2017     | 2018     | 2019     | 2020     | 2021    |
| ↘98 520 | ↘97 428  | ↘96 237  | ↘95 160  | ↘93 471  | ↘91 793  | ↘87 791 |
| 2025    |          |          |          |          |          |         |
| ↘84 362 |          |          |          |          |          |         |

Долгожителей в Киселёвске всего 10. Это люди, которым более 100 лет. Из них 0 мужчин и 10 женщин.
Средний возраст населения Киселевска составляет 40 лет.
Вехи населения Киселевска 
1951-1988 год
| 1951 | 75 000  |
| 1955 | 80 000  |
| 1959 | 85 000  |
| 1964 | 90 000  |
| 1973 | 95 000  |
| 1981 | 100 000 |
| 1988 | 105 000 |

Текущее соотношение мужчин и женщин в Киселёвск, Россия
Мужчины 48 540 46%
Женщины 56 141 54%

## Населённые пункты
Городской округ и город областного подчинения включают населённые пункты:
| № | Населённый пункт | Тип населённого пункта        | Население |
| - | ---------------- | ----------------------------- | --------- |
| 1 | Александровка    | деревня                       | 30        |
| 2 | Берёзовка        | деревня                       | 7         |
| 3 | Верх-Чумыш       | село                          | 345       |
| 4 | Карагайлинский   | посёлок                       | ↘4052     |
| 5 | Киселёвск        | город, административный центр | ↘80 115   |
| 6 | Октябринка       | посёлок                       | 27        |

## Руководство
- Лаврентьев, Сергей Сергеевич (2003-2018)
- Шкарабейников Максим Александрович (2018 -2021)
- Коробкин Константин (и.о. с 1 декабря 2021 года)